# Gmunden
Gmunden osztrák város, Felső-Ausztria Gmundeni járásának székhelye. 2018 januárjában 13 191 lakosa volt. A Traunsee északi partján, a Traun folyó kifolyásánál fekszik, már a 19. század óta népszerű üdülőhely. A város a jellegzetes, zöld-fehér színű gmundeni kerámiáról is ismert.

## Elhelyezkedése

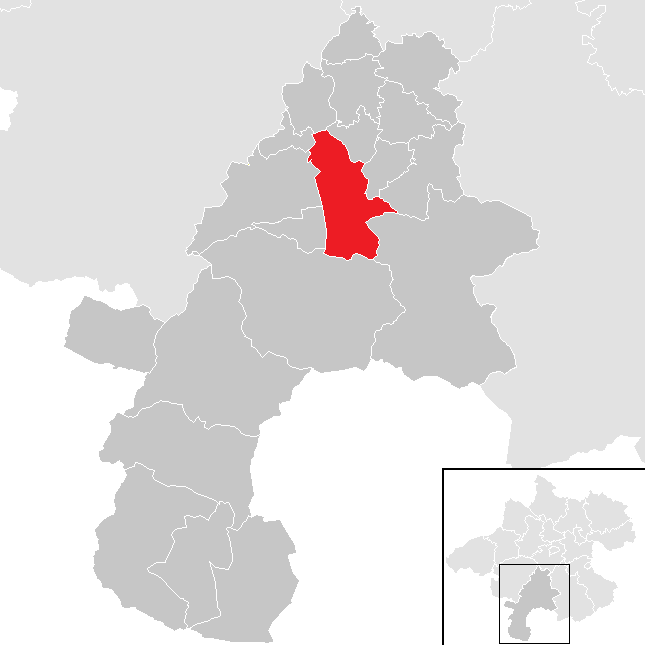
Gmunden a Gmundeni járásban

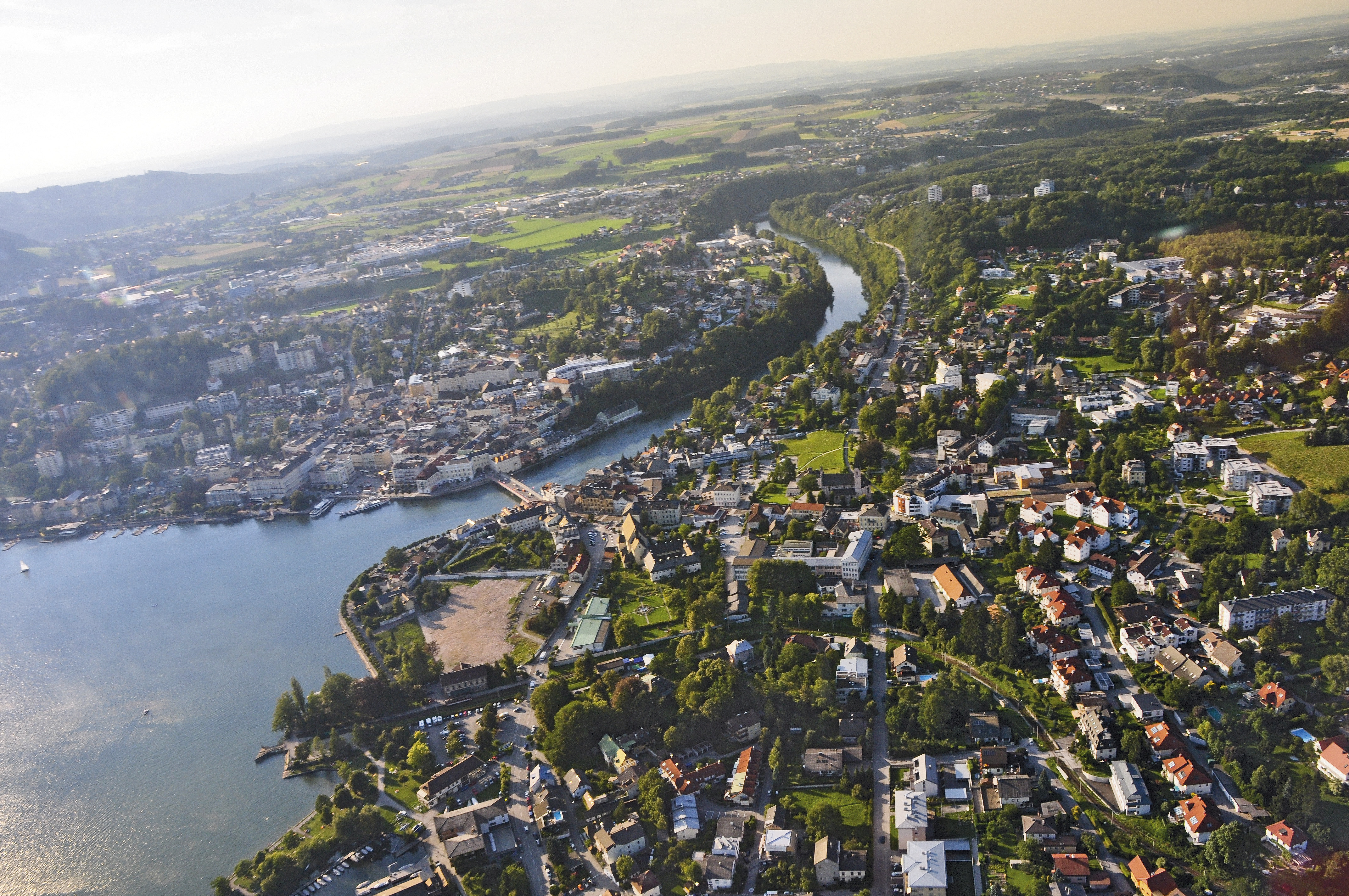
Gmunden látképe

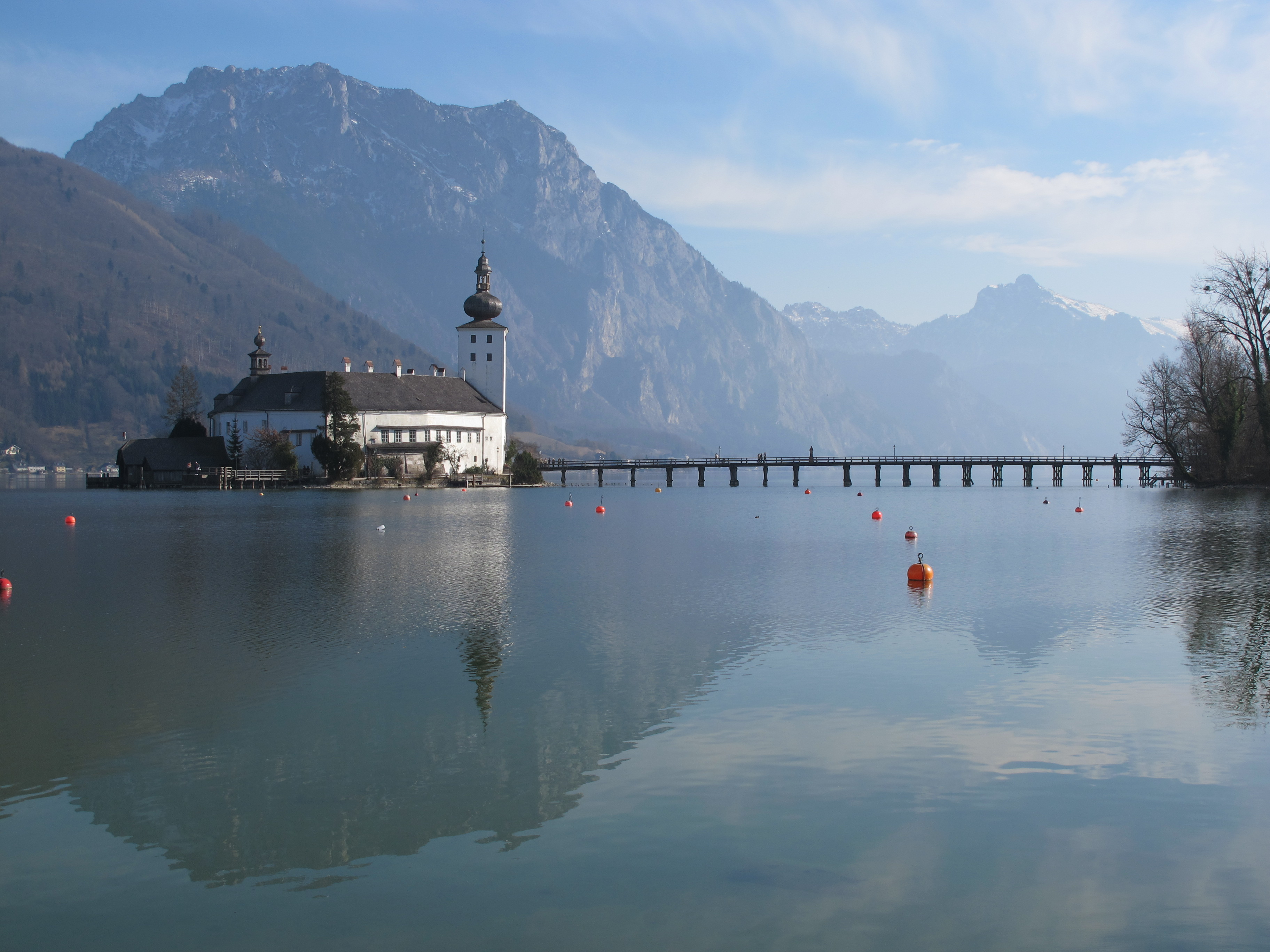
Az orti tavikastély

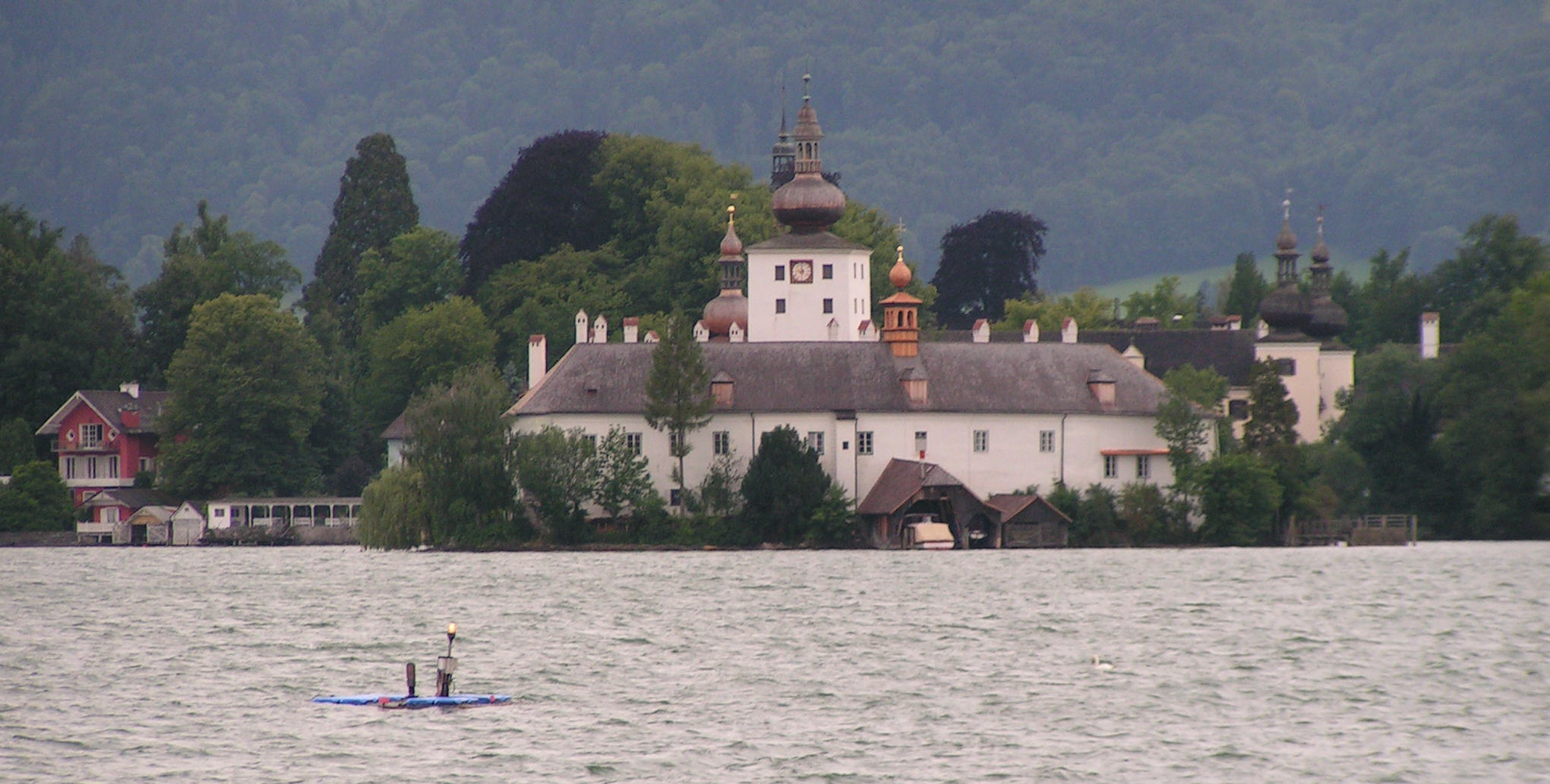
Ort szárazföldi kastélya

Gmunden Felső-Ausztria Traunviertel régiójában fekszik a Salzkammergut északi peremén, a Traunsee északi partján, ahol a Traun folyó kilép a tóból. Legmagasabb pontja az 1691 méteres Traunstein. Népszerű kirándulóhely a 934 m-es Grünberg is, amelynek csúcsára felvonó visz. Területe a következő katasztrális községekre oszlik: Gmunden, Gmunden-Ort, Schlagen, Traundorf és Traunstein.
A környező önkormányzatok: északra Ohlsdorf, északkeletre Gschwandt és Sankt Konrad, keletre Scharnstein, délkeletre Grünau im Almtal, délre Ebensee am Traunsee, délnyugatra Traunkirchen, nyugatra Altmünster, északnyugatra Pinsdorf. 

## Története
A mai városközpont területén az első település az 5. században jelent meg. Mezővárossá 1278-ban emelték, de hogy mikor kapta városjogait, nem ismert. 1217-ben már bírósággal rendelkezett. Saját temploma 1300 körül épült meg. A középkorban erős fallal vették körbe. Gazdasági életének alapját egészen a kora újkorig a sókereskedelem jelentette. 1525-ben és 1595-ben parasztlázadások törtek ki Felső-Ausztriában, amelyek hatását a város erősen megszenvedte, a kereskedelem leállt és mindennaposak voltak a fosztogatások. 
A 17. században a város naszádépítőiről vált ismertté. Bécs 1683-as ostroma idején több ezer menekültet fogadott be, ami miatt jelentősen meg kellett növelni a hadiadó mértékét. Az osztrák örökösödési háború során a térségben bajor, francia és osztrák csapatok vonultak fel és bár csatára nem került sor, a hadseregek ellátása nagy terhet rótt a lakosságra. A 19. század elején a sókereskedelem kezdte elveszíteni jelentőségét és helyébe az idegenforgalom lépett. Gmunden Bad Ischllel versengve igyekezett magához csábítani a turistákat. 1862-ben fürdővárossá nyilvánították.
Az első világháború kezdetén, 1914 szeptemberében katonai kórházat nyitottak a városban, több száz sebesültet ápoltak itt. 1939-ben Eck, Ort, Traunleithen és Theresienthal településrészek átkerültek Altmünsterhez. A második világháború végén Gmunden lakossága a menekültek miatt 30 ezernyire szökött fel és már képtelenek voltak ellátni a menekülőket. Bár a várost nem bombázták, gazdasága megsínylette a háborút. A több mint 600 besorozott gmundeniből csak 13% élte túl a harcokat. A háború után amerikaiak szállták meg a várost, akik hírszerzési központot állítottak fel Gmundenben. A kémközpont olyan volt SS-tagokat is alkalmazott, akik jól ismerték a szovjet körülményeket. 
2008-ban Gmundenben rendezték meg a tartományi kiállítást "Das Salzkammergut" néven. Az eseményre felújították és kibővítették a Kammerhof múzeumát.

## Lakosság
A gmundeni önkormányzat területén 2018 januárjában 13191 fő élt. A lakosságszám 1991 óta nagyjából egy szinten maradt. 2016-ban a helybeliek 83,8%-a volt osztrák állampolgár, a külföldiek közül 3,2% a régi (2004 előtti), 5,2% az új EU-tagállamokból érkezett. 5,4% a volt Jugoszlávia (Szlovénia és Horvátország nélkül) vagy Törökország, 2,3% egyéb országok polgára. 2001-ben a lakosok 69,3%-a római katolikusnak, 7,3% evangélikusnak, 3,3% ortodoxnak, 5,9% mohamedánnak, 10,3% pedig felekezeten kívülinek vallotta magát. Ugyanekkor 54 magyar élt a városban. A legnagyobb nemzetiségi csoportokat a német (87,4%) mellett a szerbek (3,1%), a horvátok (2,6%), a bosnyákok (1,5%) és a törökök (1,4%) alkották.
| 2018 | 13 191 |

## Látnivalók

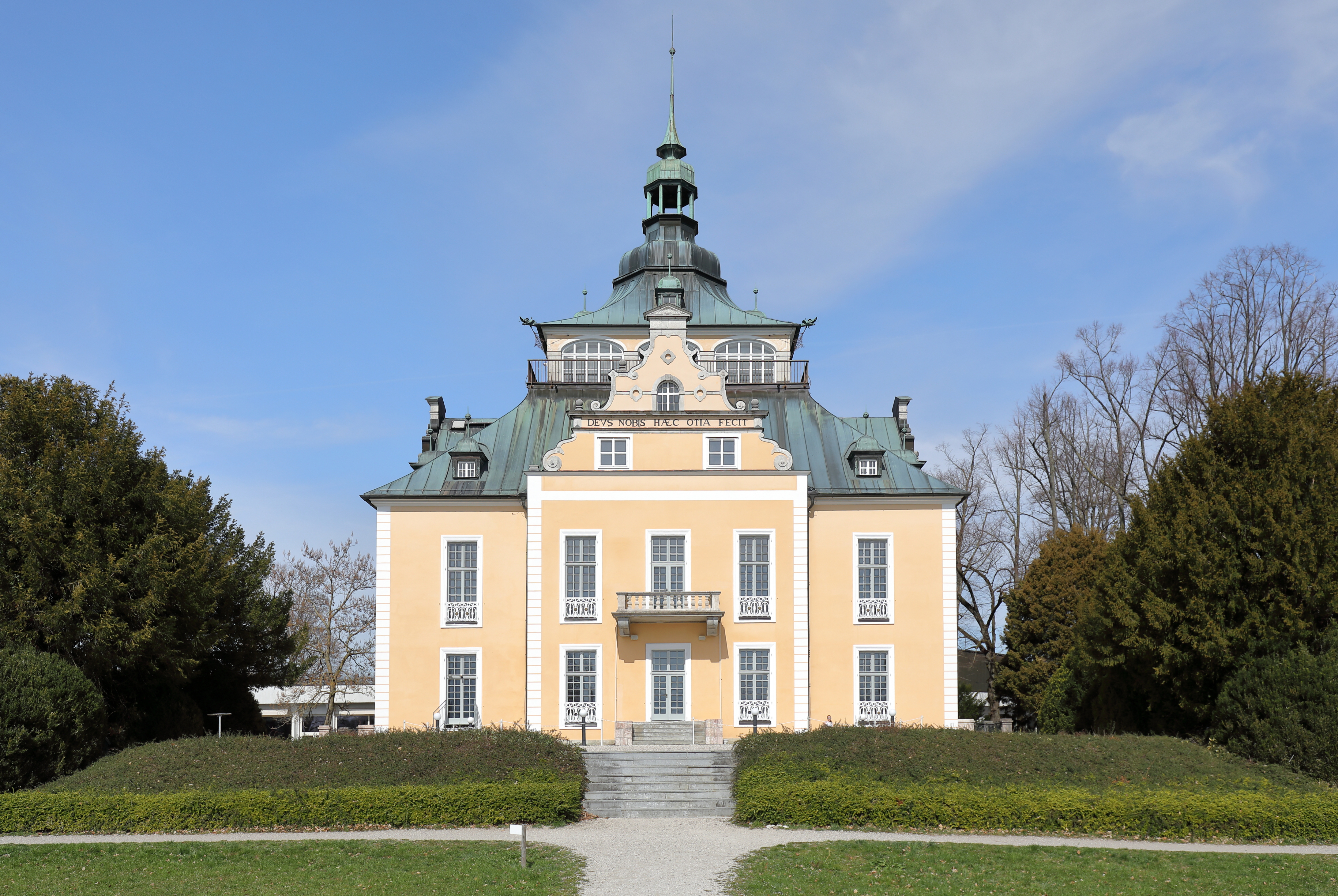
A Villa Toscana

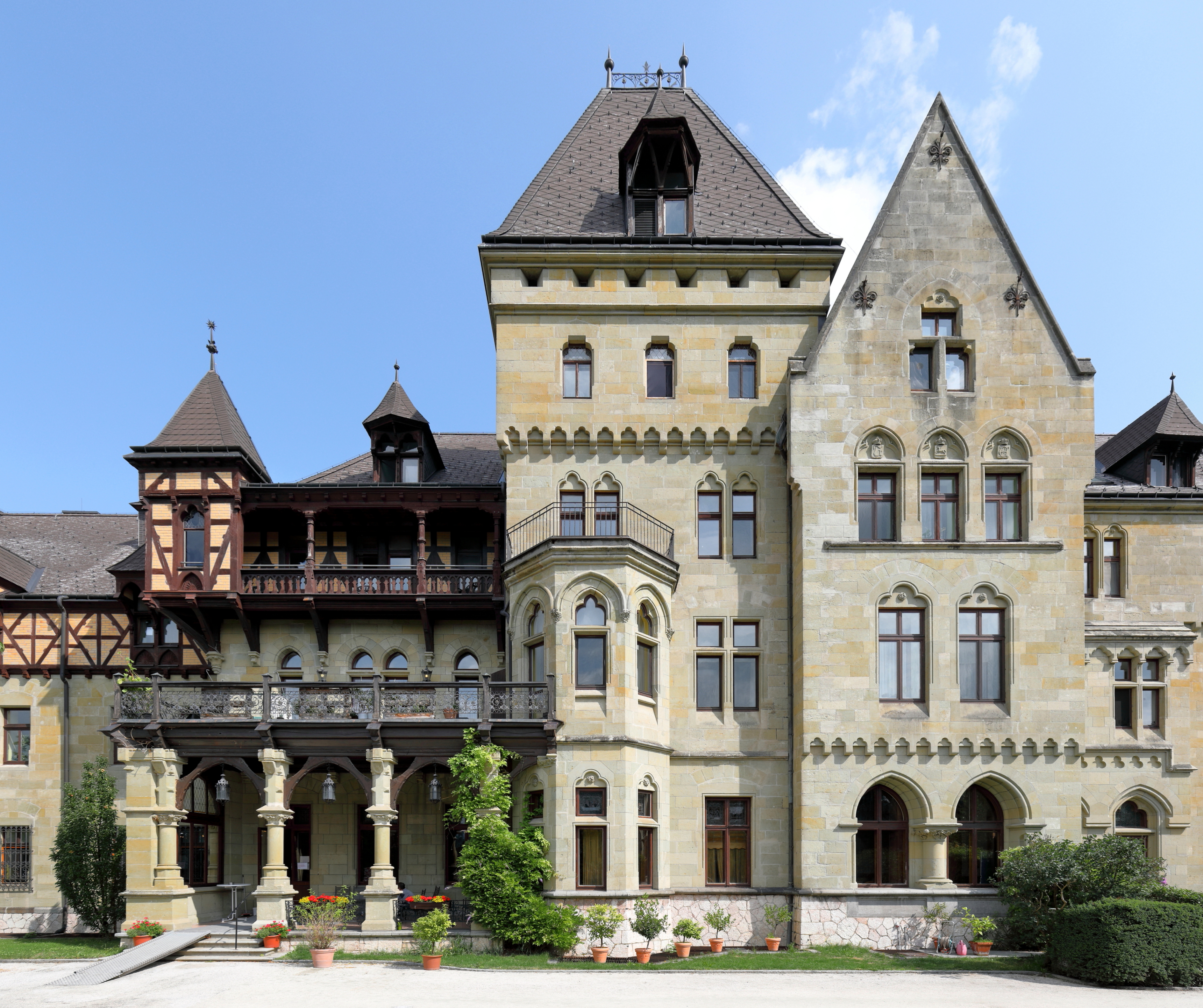
A Cumberland-kastély

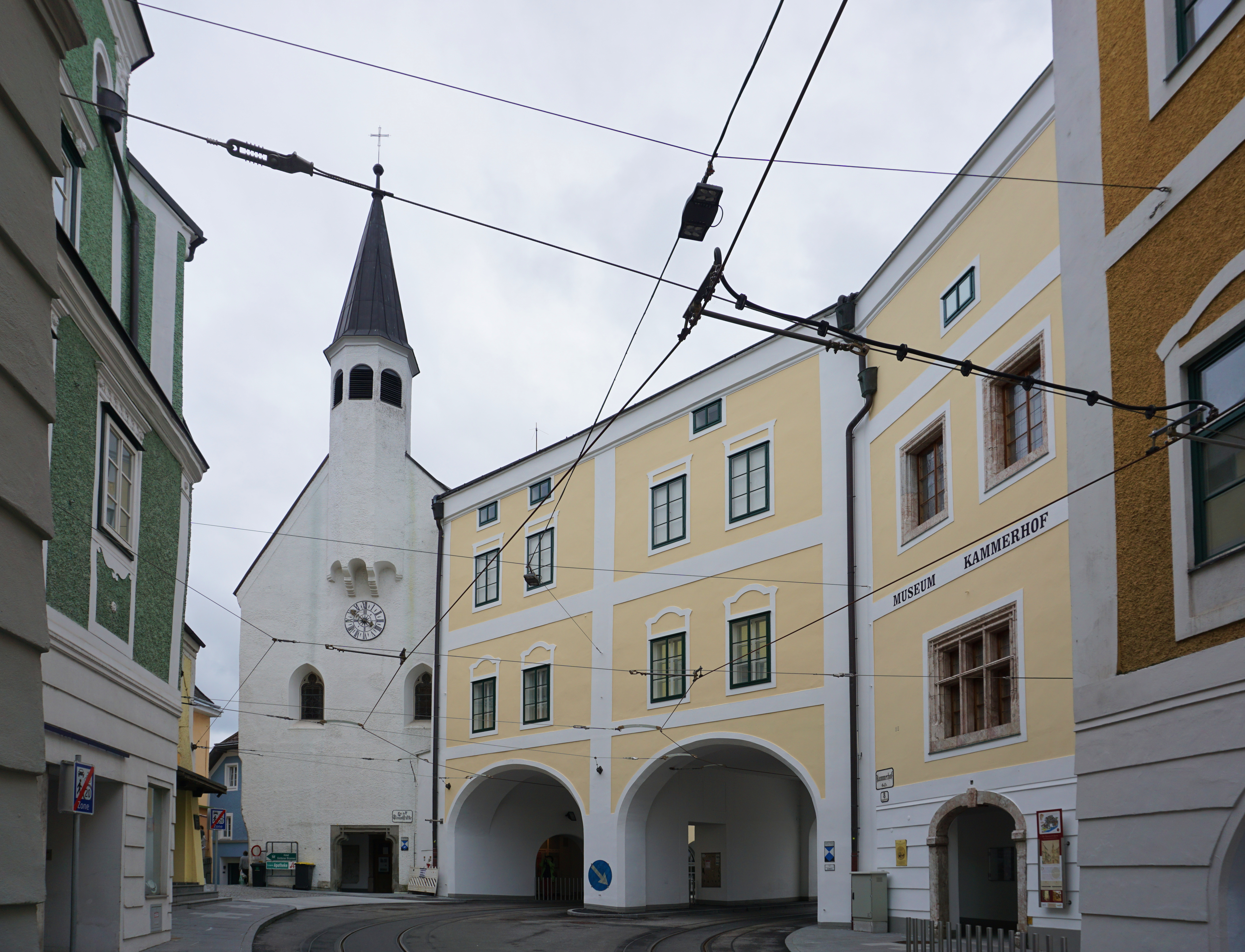
A Kammerhof és az ispotálytemplom

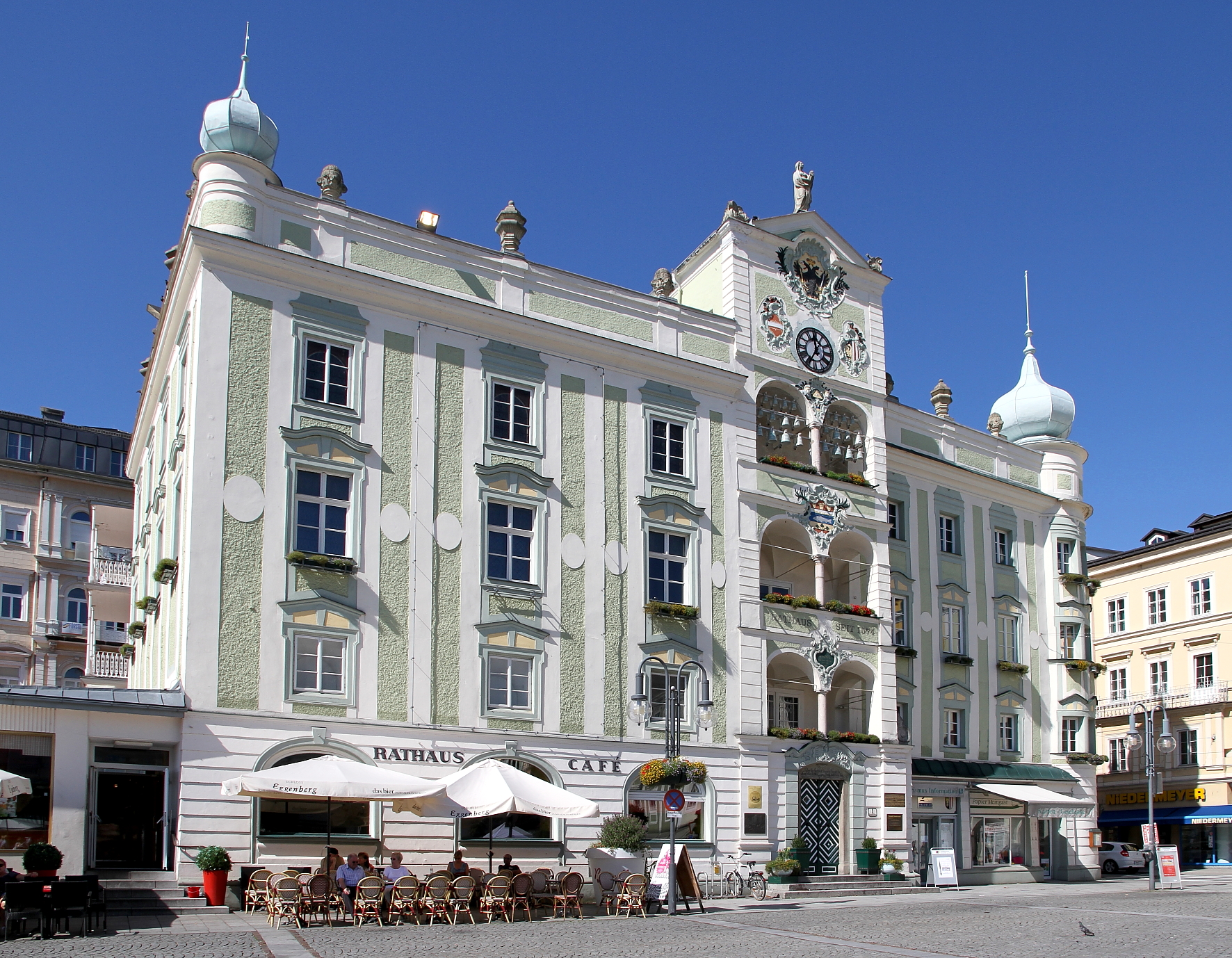
A városháza

- Gmunden leghíresebb látványosságai Ort két – tavi és szárazföldi – kastélya. A tavikastély a Salzkammergut legrégebbi alapítású épületei közé tartozik, 909-ben már megemlítették. Itt játszódik a német nyelvterületen népszerű Schlosshotel Orth tévésorozat.
- a Villa Toscana kastélyát Mária Antónia főhercegnő építtette 1870-77 között
- a Cumberland-kastély a Welf-család birtokában volt
- a Weyer-kastélyban meisseni porcelánok múzeumát rendezték be
- a Salzträgerbrunnen, Ausztria egyetlen kerámiaszökőkútja
- a Háromkirályok-plébániatemplom főoltárát Thomas Schwanthaler szobrász készítette 1678-ban
- a kapucinusok temploma 1636-ban épült, Szűz Mária mennybevételét ábrázoló oltárképe 1753-ból való
- a vásártéren számos régi ház látható, köztük az 1574-es városháza
- az 1450-es Kammerhof a sókereskedelem felügyelőjének lakhelye volt. Itt rendezték be a városi és a Brahms-múzeumot
- a tóparton látogatható az 1871-ben készült Gisela lapátkerekes gőzhajó, amelyet Ferenc József lányáról, Gizella főhercegnőről neveztek el.
- a gmundeni villamos 2018-ig Ausztria legrövidebb és legmeredekebb vonalán járt. Ekkorra készült el a vorchdorfi HÉV-el összekötő szakasz a Franz-Josef Platz és a Seebahnhof között. Ezután a gmundeni és a vorchdorfi pályaudvar között tramtrain közlekedik.
- a zöld-fehér termékeiről ismert gmundeni kerámiagyár látogatható. A jellegzetes termék miatt Gmunden néha "kerámiavárosnak" nevezi magát
- a gmundeni Salzkammergut ünnepi heteket nyaranta július-augusztusban rendezik
- a gmundeni kerámiahetek

## Híres gmundeniek
- Johannes von Gmunden (1384–1442) matematikus és csillagász
- Heinrich Schiff (1951–2016) csellista és karmester
- Szörényi Levente (1945-) énekes, dalszerző
- Fritz Karl (1967-) színész
- Conchita Wurst  (1988-) transzvesztita énekes

## Testvértelepülések
- Faenza (Olaszország)
- Tornesch (Németország)

## Fordítás
- Ez a szócikk részben vagy egészben  a   Gmunden című német Wikipédia-szócikk ezen változatának fordításán alapul.  Az eredeti cikk szerkesztőit annak laptörténete sorolja fel. Ez a jelzés csupán a megfogalmazás eredetét és a szerzői jogokat jelzi, nem szolgál a cikkben szereplő információk forrásmegjelöléseként.